# Utsira

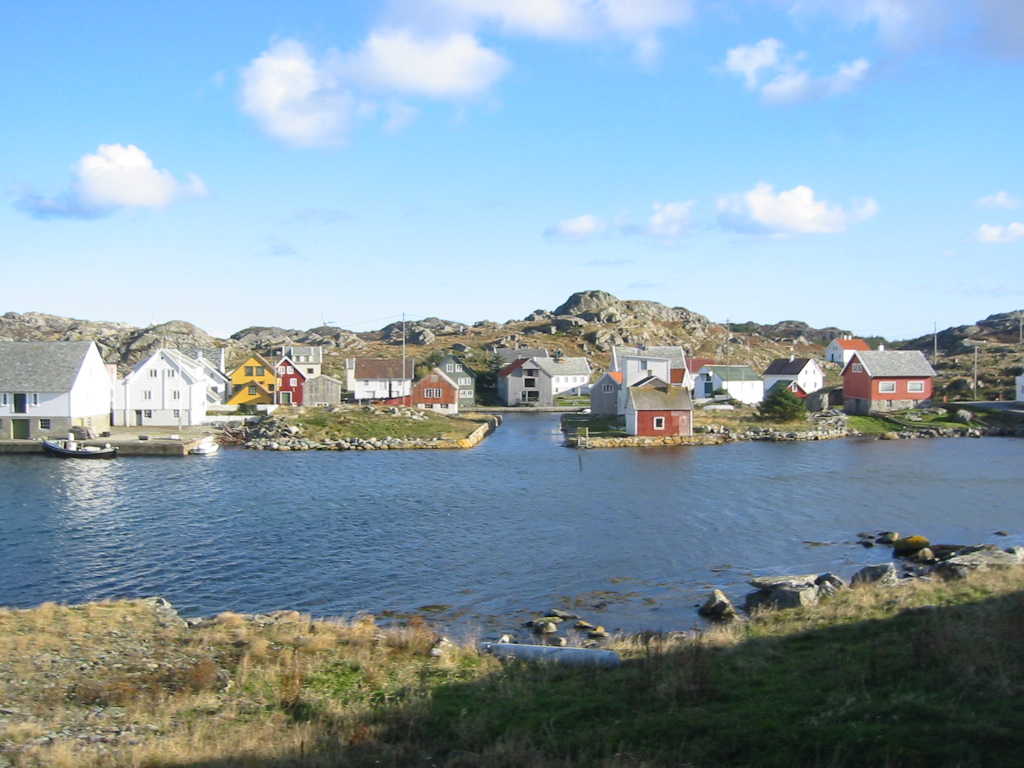
Blick in den Nordhafen von Utsira

Utsira ist eine Insel in der Nordsee 18 km westlich vor Karmøy und die kleinste Kommune Norwegens. Sie liegt im Fylke Rogaland. Die Insel ist Namensgeber für das gleichnamige Seegebiet.

## Gemeinde

### Wappen
Das Wappen wurde 1982 von John Digernes Haugesund entworfen. Es ist ein silbernes Kreuz mit vier mit nach innen gerichteten Spitzen auf blauem Grund. Es soll die Lichtstrahlen des Leuchtturmes auf der Insel symbolisieren. Das Wappen wurde am 23. Juli 1982 eingeführt.

## Geografie
Die höchste Erhebung in der Kommune ist der Berg Arasetet (70,7 moh.).

## Geschichte

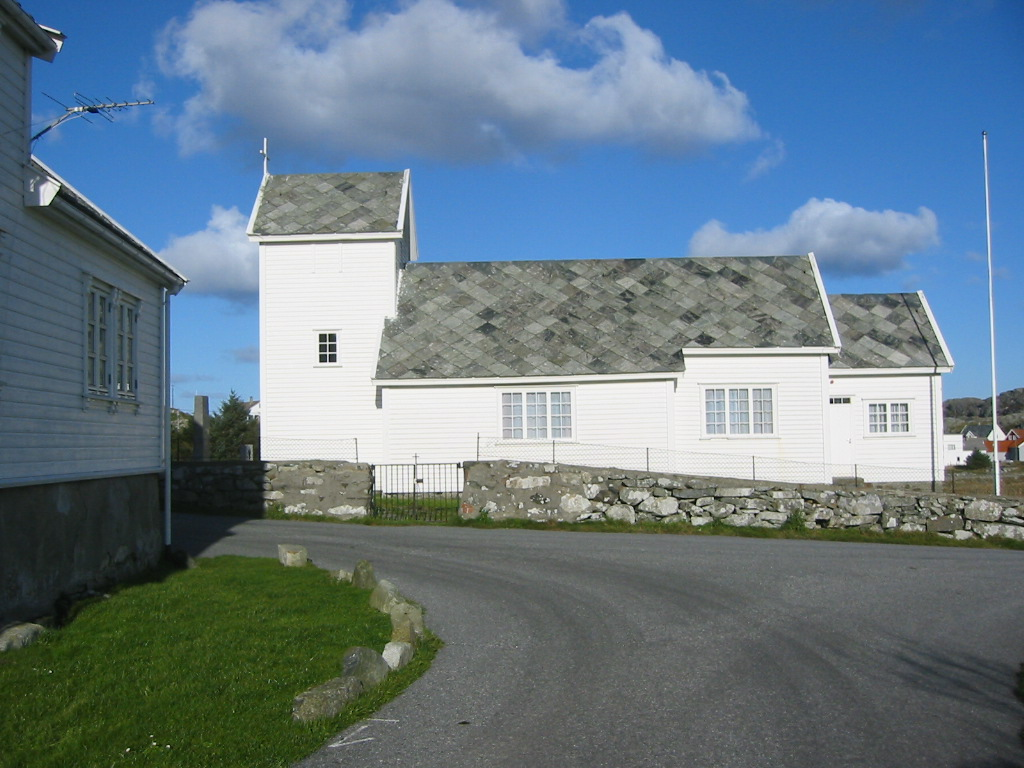
Die Inselkirche

Die Kommune Utsira gehört zum Haugaland. Auf der Insel wurden Funde aus dem Steinzeitalter gemacht. Die Kirche von Utsira datiert von 1785. Gemeindestatus erhielt Utsira 1924.

## Politik
1925 fanden in Utsira die ersten Gemeinderatswahlen statt. Der erste Gemeinderat bestand aus elf Frauen und einem Mann. Als erster Bürgermeister wurde Sivert Helgesen gewählt, der einzige Mann im Gemeinderat. Nach ihm übernahm seine Frau, die Hebamme Aasa Helgesen (1877–1968) das Bürgermeisteramt und war damit die erste Frau als Bürgermeisterin Norwegens. Bei der nächsten Gemeindewahl 1928 wurden nur Männer in den Gemeinderat gewählt und Aasas Mann übernahm erneut das Bürgermeisteramt.
Seit 2012 ist Marte Eide Klovning (* 1983) von der Arbeiderpartiet (Ap) Bürgermeisterin von Utsira.

## Infrastruktur

### Verkehr
Die Insel wird regelmäßig von einem Linienschiff von Haugesund aus angefahren.

### Stromversorgung
Utsira wird durch ein Seekabel vom Festland aus mit elektrischer Energie versorgt.
Von August 2004 bis 2007 wurde ein Versuchsprojekt durchgeführt, in dem 10 Haushalte der Insel ausschließlich von Windenergie als Primärenergie gespeist wurden. Die Versuchsanlage bestand aus zwei Enercon-E-40-Anlagen mit je 600 kW, wobei ein Windrad auf maximal 160 kW gedrosselt war, um zu starke Schwankungen zwischen Erzeugung und Verbrauch zu vermeiden. Die verbleibenden Schwankungen wurden teilweise durch einen Schwungradspeicher mit einer Speicherfähigkeit von 5 kWh ausgeglichen. Überschüssige Energie wurde in Form von Wasserstoff in einem Druckspeicher mit einer Kapazität von maximal drei Tagen zwischengespeichert. Dieser wurde bei Flaute oder Sturm, also dann, wenn die Windenergieanlagen nicht ausreichend Energie lieferten, über eine 10-kW-Brennstoffzelle und einen Wasserstoffmotor mit Generator (55 kW) wieder in Strom umgesetzt. Ein Dieselgenerator diente zur Absicherung gegen Stromausfall, sollten die Speichersysteme die schwankende Primärenergie nicht ausgleichen können.

## Sonstiges
Bei Ornithologen ist die Insel durch die hier rastenden Zugvögel bekannt.
Der Seewetterdienst Hamburg gibt in seinen Meldungen das Wetter für das Seegebiet Utsira an.